# Dominik Furman
Dominik Furman (Szydłowiec, Polonia, 6 de julio de 1992) es un futbolista polaco que juega de centrocampista en el Wisła Płock de la Ekstraklasa.

## Carrera profesional
Dominik Furman ingresó en las categorías inferiores del Szydłowiance Szydłowiec, equipo de su ciudad natal, en el que permaneció desde 2001 hasta 2006. En ese año firmó con el Legia de Varsovia, que lo incorporó a su academia de juveniles. Su debut con el primer equipo del Legia se produjo en la temporada 2011-12 en la Copa de Polonia y en la siguiente temporada se hizo con un puesto en el once titular. En 2014 fue fichado por el Toulouse FC de la Ligue 1 francesa, aunque la falta de minutos motivó su préstamo al Legia, al Hellas Verona y al Wisła Płock, equipo en el que finalmente recalaría como traspaso definitivo el 27 de junio de 2017.

## Selección nacional
El debut de Furman con la selección de Polonia se produjo en un partido que el equipo polaco disputó en Antalya el 14 de diciembre de 2012 contra Macedonia. Furman también fue convocado para el siguiente partido, en el que jugó su segundo encuentro, en Málaga frente a Rumania el 2 de febrero de 2013.

## Palmarés

### Títulos nacionales
| Título          | Club              | País    | Año     |
| --------------- | ----------------- | ------- | ------- |
| Copa de Polonia | Legia de Varsovia | Polonia | 2012-13 |
| Ekstraklasa     | Legia de Varsovia | Polonia | 2012-13 |